# Nuno Mergulhão
Nuno Alberto Pereira Mergulhão, mais conhecido apenas como Nuno Mergulhão (Portimão, 19 de Janeiro de 1945 - 29 de Dezembro de 1999), foi um político e engenheiro português. 

## Biografia

### Nascimento e formação
Nuno Alberto Pereira Mergulhão nasceu na cidade de Portimão, em 19 de Janeiro de 1945. Era filho da farmacêutica Hermínia Mergulhão, e irmão do médico António Mergulhão.
Depois de ter frequentado os liceus de Portimão e Faro, entrou na Escola Naval. Formou-se em Engenharia Electrotécnica no Instituto Superior Técnico de Lisboa.

### Carreira
Em 1966 foi promovido a oficial da Marinha, e em 1976 a oficial superior. Em 1977 passou à situação de reserva, a seu pedido, e nesse ano regressou a Portimão.
Em 1990 foi eleito como vereador, e em 1994 assumiu funções como presidente da Câmara Municipal de Portimão, cargo que ocupou até ao seu falecimento. Durante o seu mandato, destacou-se pelo desenvolvimento que deu ao concelho e à região em diversas áreas, especialmente na resolução de problemas sociais, tendo sido igualmente responsável pela ampliação da rede escolar. Estava integrado no Partido Socialista. Era membro do conselho geral da Associação Nacional de Municípios Portugueses, tendo neste sentido sido uma importante figura no contexto das grandes reivindicações autárquicas. Foi igualmente responsável, em 1999, pela organização de uma das provas do campeonato mundial de Fórmula 1 em motonáutica, no Rio Arade, em Portimão, tendo sido a primeira vez que uma das etapas deste campeonato decorreu em território nacional.

### Falecimento e homenagens
Faleceu em 29 de Dezembro de 1999, num acidente de automóvel, que vitimou também o seu motorista. Na altura do acidente, estava a viajar para Lisboa, onde ia participar numa reunião de autarcas algarvios com o Ministro do Ambiente, no sentido de tomarem medidas para melhorar a qualidade de vida dos habitantes da região.
Na sequência da sua morte, a Assembleia da República emitiu um voto de pesar, onde destacou a sua carreira como presidente da Câmara Municipal de Portimão. O Despacho n.º 19410/2000, de 11 de Setembro, colocou o nome de Nuno Mergulhão na Escola Básica dos 2.º e 3.º Ciclos Alto do Alfarrobal, Portimão. Em Novembro de 2005, foi condecorado a título póstumo com uma Medalha de Confrade de Honra, pela Confraria dos Gastrónomos do Algarve. Em Janeiro de 2010 a autarquia organizou um evento de homenagem a Nuno Mergulhão, tendo o seu nome sido colocado num auditório.